# بلاينس (تكساس)
بلاينس (بالإنجليزية: Plains town, Texas)‏ هي بلدة تقع بولاية تكساس في الولايات المتحدة. تبلغ مساحتها 3.88 كم2، وترتفع عن سطح البحر 1,110 م، بلغ عدد سكانها 1,481 نسمة في عام 2010 حسب إحصاء مكتب تعداد الولايات المتحدة وتصل الكثافة السكانية فيها 381.7 نسمة لكل كيلومتر مربع (988.6/ميل2).

## التركيبة السكانية
حدّد مكتب تعداد الولايات المتحدة بيانات التركيبة السكانية لبلاينس في تعداد الولايات المتحدة. في ما يلي، التركيبة السكانية حسب تعدادي 2000 و2010.

### تعداد عام 2000
بلغ عدد سكان بلاينس 1,450 نسمة بحسب تعداد عام 2000، وبلغ عدد الأسر 485 أسرة وعدد العائلات 391 عائلة مقيمة في البلدة. في حين سجلت الكثافة السكانية 373.7 نسمة لكل كيلومتر مربع (967.9/ميل2). وبلغ عدد الوحدات السكنية 569 وحدة بمتوسط كثافة قدره 146.6 لكل كيلومتر مربع (379.7/ميل2).
وتوزع التركيب العرقي للبلدة بنسبة 69.66% من البيض و0.76% من الأمريكيين الأصليين و0.07% من الأمريكيين ذوي الأصول الآسيوية و0.07% من سكان جزر المحيط الهادئ و27.79% من الأعراق الأخرى و1.66% من عرقين مختلطين أو أكثر و53.03% من الهسبانيون أو اللاتينيون من أي عرق.
بلغ عدد الأسر 485 أسرة كانت نسبة 48.5% منها لديها أطفال تحت سن الثامنة عشر تعيش معهم، وبلغت نسبة الأزواج القاطنين مع بعضهم البعض 68% من أصل المجموع الكلي للأسر، ونسبة 8.9% من الأسر كان لديها معيلات من الإناث دون وجود شريك،  بينما كانت نسبة 3.7% من الأسر لديها معيلون من الذكور دون وجود شريكة وكانت نسبة 19.4% من غير العائلات. تألفت نسبة 17.1% من أصل جميع الأسر من عدة أفراد يعيشون في نفس المنزل ونسبة 8.7% كانت تتألف من شخص يعيش بمفرده يبلغ من العمر 65 عاماً أو أكثر. وبلغ متوسط حجم الأسرة المعيشية 2.98، أما متوسط حجم العائلات فبلغ 3.37.
بلغ العمر الوسطي للسكان 34.5 عاماً. وكانت نسبة 32.6% من القاطنين تحت سن الثامنة عشر، وكانت نسبة 7.9% بين الثامنة عشر والرابعة والعشرين عاماً، ونسبة 27.4% كانت واقعةً في الفئة العمرية ما بين الخامسة والعشرين والرابعة والأربعين عاماً، ونسبة 20.7% كانت ما بين الخامسة والأربعين والرابعة والستين، ونسبة 11.2% كانت ضمن فئة الخامسة والستين عاماً فما فوق. يوجد لكل 100 أنثى 96.5 ذكر، ويوجد لكل 100 أنثى في الثامنة عشر من عمرها فما فوق 90.2 ذكر.
بلغ متوسط دخل الأسرة في البلدة 32,188 دولارًا، أما متوسط دخل العائلة فبلغ 36,250 دولارًا. وكان متوسط دخل الذكور 27,188 دولارًا مقابل 21,042 دولارًا للإناث. وسجل دخل الفرد الخاص بالبلدة 14,624 دولارًا. وكانت نسبة 17.2% من العائلات ونسبة 20.2% من السكان تحت خط الفقر، وكان من هؤلاء نسبة 29.3% تحت سن الثامنة عشر ونسبة 23.5% في الخامسة والستين من العمر وما فوق.

### تعداد عام 2010
بلغ عدد سكان بلاينس 1,481 نسمة بحسب تعداد عام 2010، وبلغ عدد الأسر 508 أسرة وعدد العائلات 402 عائلة مقيمة في البلدة. في حين سجلت الكثافة السكانية 381.7 نسمة لكل كيلومتر مربع (988.6/ميل2). وبلغ عدد الوحدات السكنية 588 وحدة بمتوسط كثافة قدره 151.5 لكل كيلومتر مربع (392.4/ميل2).
وتوزع التركيب العرقي للبلدة بنسبة 75.42% من البيض و0.61% من الأمريكيين الأصليين و21.07% من الأعراق الأخرى و2.90% من عرقين مختلطين أو أكثر و58.14% من الهسبانيون أو اللاتينيون من أي عرق.
بلغ عدد الأسر 508 أسرة كانت نسبة 45.3% منها لديها أطفال تحت سن الثامنة عشر تعيش معهم، وبلغت نسبة الأزواج القاطنين مع بعضهم البعض 65.7% من أصل المجموع الكلي للأسر، ونسبة 10% من الأسر كان لديها معيلات من الإناث دون وجود شريك،  بينما كانت نسبة 3.3% من الأسر لديها معيلون من الذكور دون وجود شريكة وكانت نسبة 20.9% من غير العائلات. تألفت نسبة 18.5% من أصل جميع الأسر من عدة أفراد يعيشون في نفس المنزل ونسبة 8.9% كانت تتألف من شخص يعيش بمفرده يبلغ من العمر 65 عاماً أو أكثر. وبلغ متوسط حجم الأسرة المعيشية 2.92، أما متوسط حجم العائلات فبلغ 3.33.
بلغ العمر الوسطي للسكان 34.6 عاماً. وكانت نسبة 32.2% من القاطنين تحت سن الثامنة عشر، وكانت نسبة 7.6% بين الثامنة عشر والرابعة والعشرين عاماً، ونسبة 22.6% كانت واقعةً في الفئة العمرية ما بين الخامسة والعشرين والرابعة والأربعين عاماً، ونسبة 25.7% كانت ما بين الخامسة والأربعين والرابعة والستين، ونسبة 12% كانت ضمن فئة الخامسة والستين عاماً فما فوق. وتوزع التركيب الجنسي للسكان بنسبة 49.2% ذكور و50.8% إناث.

## وصلات خارجية
- الموقع الرسمي